# Jim Brunzell
James Brunzell, detto Jim (13 agosto 1949), è un ex wrestler statunitense.
Conosciuto soprattutto per il periodo trascorso negli anni ottanta nella World Wrestling Federation come membro, insieme a B. Brian Blair, del tag team The Killer Bees.

## Carriera
Dopo uno sfortunato provino con i Washington Redskins, Brunzell venne avvicinato da Greg Gagne, che lo convinse ad intraprendere l'attività di lottatore professionista. Si allenò con il padre di Gagne, il veterano Verne, insieme ad altri giovani wrestler dell'epoca come Ric Flair, Ken Patera, ed Iron Sheik.
Iniziò quindi a combattere in varie federazioni locali, tra le quali la NWA Central States. Lì, formò un tag team con Mike George, con il quale vinse il titolo NWA Central States Tag Team Championship il 25 ottobre 1973.

### American Wrestling Association

#### The High Flyers
Successivamente, tornò in Minnesota ed entrò a far parte della federazione di Gagne, l'American Wrestling Association (AWA). In AWA si alleò con Greg Gagne in un tag team denominato The High Flyers. Il duo vinse l'AWA World Tag Team Championship il 7 luglio 1977, sconfiggendo Blackjack Lanza & Bobby Duncum. Detennero le cinture di campioni di coppia per più di un anno, fino al 23 settembre 1978, quando furono privati d'ufficio dei titoli a causa di un infortunio di Brunzell. Nel 1979, Brunzell si trasferì nella Mid-Atlantic Championship Wrestling, dove vinse due volte il titolo NWA Mid-Atlantic Heavyweight Championship. Ritornò nell'AWA nel 1981, e il 14 giugno dello stesso anno gli High Flyers riguadagnarono le cinture di campioni battendo The East-West Connection (Jesse Ventura & Adrian Adonis). Nella metà degli anni ottanta, Brunzell lottò nella zona di Montréal per la International Wrestling.

### World Wrestling Federation

#### The Killer Bees
Brunzell entrò nella World Wrestling Federation nel periodo di espansione della federazione a livello nazionale. Fece coppia con Brian Blair per formare il tag team "The Killer Bees". La coppia lottava da face, e cosa insolita, combatteva sia indossando maschere che senza di esse. I Killer Bees indossavano una tenuta gialla e nera, in onore al colore delle api.
Brunzell & Blair riscossero un successo moderato in WWF. Ebbero feud con Hart Foundation (Bret Hart & Jim Neidhart), The Funks (Jimmy Jack Funk & Hoss Funk), Nikolai Volkoff & The Iron Sheik, che affrontarono a WrestleMania III davanti ad una folla di 93,173 spettatori al Pontiac Silverdome di Detroit. I Killer Bees si separarono senza una vera ragione a metà 1988. Brunzell continuò a lottare come wrestler singolo per qualche periodo, prima di lasciare definitivamente la federazione nell'aprile 1993.

### Circuito indipendente
Passato al circuito indipendente, lottò prevalentemente nella zona di Chicago. Nella Universal Wrestling Federation si riunì per breve tempo con B. Brian Blair in una coppia chiamata "Masked Confusion" dato che il nome "The Killer Bees" era di proprietà della WWF, aggiudicandosi i titoli di coppia per due volte. Quando la UWF chiuse i battenti, Brunzell tornò nel circuito indipendente dove concluse la carriera nel 1999.

## Personaggio
Mossa finale
- Dropkick[3]

Soprannome
- "Jumpin'"[1]

## Titoli e riconoscimenti
- American Wrestling Association
  - AWA World Tag Team Championship (2) – con Greg Gagne
- Central States Wrestling
  - NWA World Tag Team Championship (Central States version) (2) – con Mike George
- George Tragos / Lou Thesz International Wrestling Institute
  - Frank Gotch Award (2013)[4]
- Mid-Atlantic Championship Wrestling
  - NWA Mid-Atlantic Heavyweight Championship (2)
- Nu-Age Wrestling
  - NAW Light Heavyweight Championship (1)[5]
- Pro Wrestling Illustrated
  - 180º nella lista dei migliori 500 wrestler singoli durante i "PWI Years" del 2003.
  - 49º nella lista dei 100 migliori tag team (insieme a Greg Gagne) durante i "PWI Years".
  - Premio PWI Tag Team of the Year (insieme a Greg Gagne) nel 1982.
- Universal Wrestling Federation
  - UWF World Tag Team Championship (1) – con Brian Blair
- West Four Wrestling Alliance
  - WFWA Canadian Heavyweight Championship (1)
- World Wrestling Federation
  - Frank Tunney Sr. Memorial Tag Team Tournament (1987) – con B. Brian Blair